# Cavareno

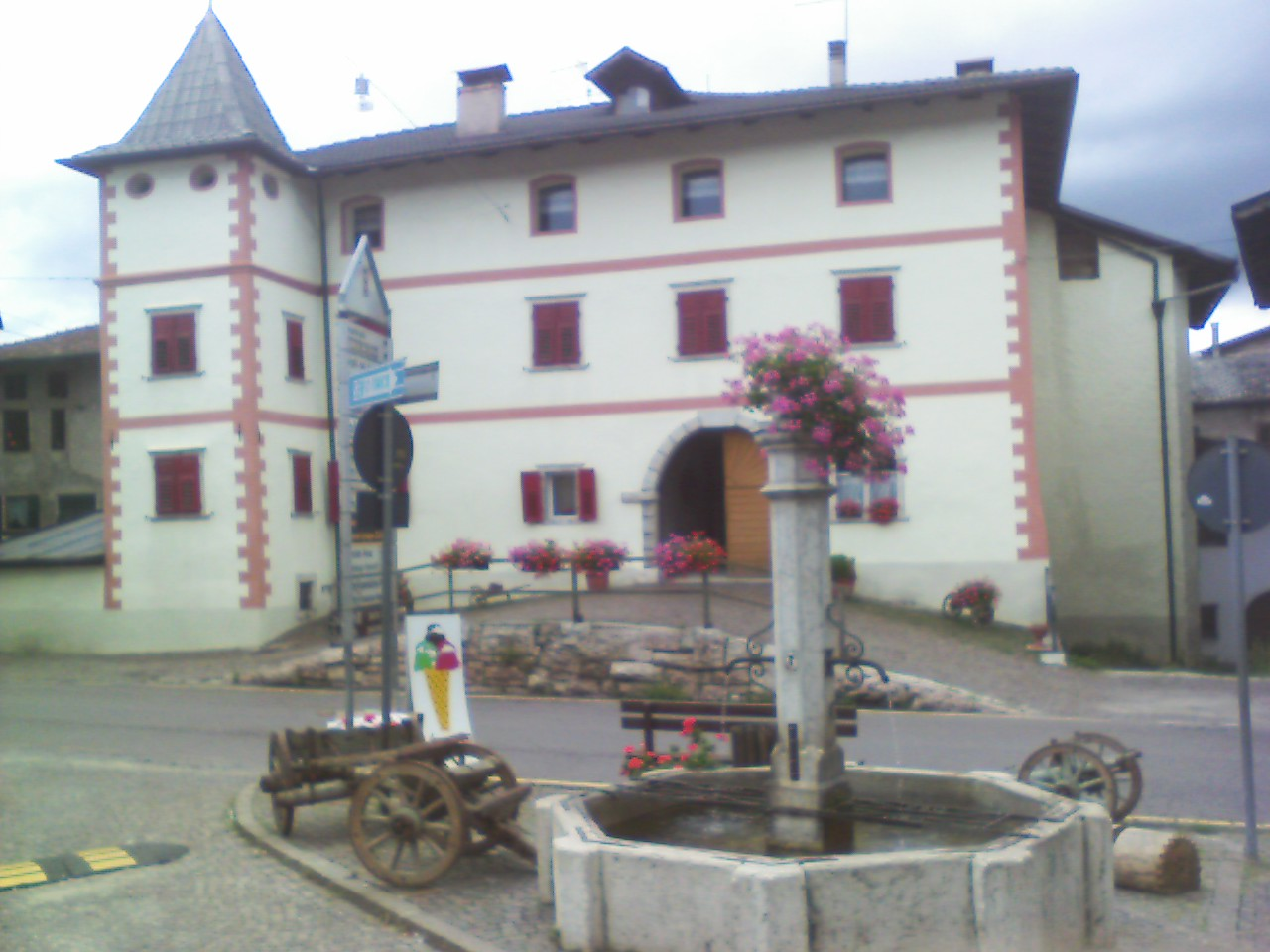
Palazzo Tevini in Cavareno

Cavareno (im Nones-Dialekt: Ciavaren) ist eine nordostitalienische Gemeinde (comune) mit 1121 Einwohnern (Stand 31. Dezember 2023) im Trentino in der Region Trentino-Südtirol. Die Gemeinde liegt etwa 38 Kilometer nördlich von Trient im Nonstal und gehört zur Talgemeinschaft Comunità della Val di Non.

## Geschichte
1174 wurde Cauareno in den Traditionsnotizen des Augustinerchorherrenstifts San Michele all’Adige ersturkundlich erwähnt.
Cavareno entwickelte sich aus einer rätoromanischen Siedlung. Seine Entwicklung wurde maßgeblich durch die bischöfliche Herrschaft sowie die anschließende austroungarische Herrschaft geprägt.

## Verkehr
Durch die Gemeinde führt die Strada Statale 43 dir della Val di Non von Dermulo nach Sarnonico.

## Sprache
Die Mehrheit der Einwohner spricht Italienisch. 2012 sprachen 23 % der Einwohner den Dialekt Nones. Die rätoromanischen Idiome im Dialekt Nones wurden bereits im 17. Jahrhundert trentenisiert. So gilt Nones als romanischer Dialekt und ist mittlerweile jedoch mit vielen Italianismen versehen, sodass der Nones dem italienischen Dialekt zuzuordnen ist.